# Тара Кірк
Тара Кірк (англ. Tara Kirk, 12 липня 1982) — американська плавчиня.
Призерка Олімпійських Ігор 2004 року.
Призерка Чемпіонату світу з водних видів спорту 2003, 2005, 2007 років.
Чемпіонка світу з плавання на короткій воді 2006 року, призерка 2000, 2004 років.
Переможниця Пантихоокеанського чемпіонату з плавання 2006 року, призерка 2002 року.
Переможниця літньої Універсіади 2001 року.